# Gymnascella aurantiaca
Gymnascella aurantiaca är en svampart som beskrevs av Peck 1884. Gymnascella aurantiaca ingår i släktet Gymnascella och familjen Gymnoascaceae.   Inga underarter finns listade i Catalogue of Life.